# Santalanae
Super-ordre
Les Santalanae sont un super-ordre de plantes dicotylédones comprenant l'ordre des Santalales. Santalum est le genre type.

## Liste des ordres
Les Santalanae ne comprennent qu'un seul ordre,,,, :
- Santalales R. Br. ex Bercht. & J. Presl, Prir. Rostlin 234, 1829